# Марк Фабий Лицин
Марк Фабий Лицин (лат. Marcus Fabius Licinus; III век до н. э.) — римский политический деятель из патрицианского рода Фабиев, консул 246 года до н. э. Сын Гая Фабия Дорсона Лицина, консула 273 года до н. э.
Консульство Марка Фабия выпало на заключительный этап Первой Пунической войны. Лицин и его коллега Маний Отацилий Красс начали позиционную войну на Сицилии против карфагенского военачальника Гамилькара Барки, о подробностях которой источники ничего не сообщают.